# FUZZY CONTROL
FUZZY CONTROL（ファジィ・コントロール）は、日本のスリーピースオルタナティヴ・ロックバンド。2010年までCountersign、以降DCT entertainment、DCT records所属。通称「ファジコン」。
バンド名の由来はファジィ制御（fuzzy control）洗濯機から来ており、「ライブに来たお客さんにグルグル回ったり、ジャンプしたり、楽しんでもらいたい!」という思いで、JUONが名付けた。
バンド単独名義の活動の他、DREAMS COME TRUEのサポートメンバーとしても活動。2015年6月21日 東京・新宿ReNYでラストライブ『ファジコン12年...行ってこい!LIVE 〜また会おう〜』を開催し、活動休止。

## メンバー
- JUON（Vo&Gt）
  - 鎌田樹音／1985年3月8日生まれ／血液型AB／沖縄県生まれ、東京都出身／左利き
  - 生まれてすぐに上京。
  - 父親はギタリスト。父の演奏する姿に感銘を受けて自身もギターを始めた。母親はりりィ、妻はDREAMS COME TRUEの吉田美和[2][3]、叔父は前田達也。
  - 2016年5月25日、1stソロアルバム「CHANGE THE GAME」をリリース。
  - サポート活動：スガシカオ（2014年 - ）・稲葉浩志（2014年、2016年）
- SATOKO（Dr&Cho）
  - 菅沼知子／1982年9月10日生まれ／血液型O／左利き
  - 父親は、「手数王」の異名を持つドラマー菅沼孝三[4]。夫は光永泰一朗[5]。
  - 2013年、「たった、少しの覚悟で冒険するドラゴン」（光文社）出版。
  - 2015年より「DRAMU TO AATO」と題し各地で個展を開催。
  - 2015年1月1日、FIRE HORNSのトランペッター湯本淳希と入籍[6]。
  - 2016年、クラウドファンディングを実施し、個展を開催。
  - 2018年6月25日、湯本淳希と離婚[7]。
  - 2020年2月29日、ボーカリストの光永泰一朗と入籍。同年6月1日、第一子となる女児を出産[8][9]。
  - サポート活動：吉川晃司（2007年・2008年）・DAITA（2011年 - ）・稲葉浩志（2014年、2016年）・花澤香菜（2014年 - ）・スガシカオ（2015年 - ）・売野雅勇（2016年 - ）・徳永暁人・LIFE IS GROOVE（2015年）・山本彩（2016年 - ）・ASKA（2022年 - ）
- JOE（Ba&Cho）
  - 星野譲／1981年8月5日生まれ／血液型A／左利き
  - 後述、元メンバーのKenKenが諸事情により脱退するにあたり、ベーシストを募集することになった。JUONとSATOKOが、ベースラインを抜いたマイナスワン音源（デビュー曲となる「Shine On」）を1万枚作成して全国に配布。ベース音源を録音して送り返して貰い、オーディションが行われ、JOEが選出されて正式に加入した。
  - 尊敬するベーシストは、J、フリー。
  - 2013年 DREAMS COME TRUE 「MADE OF GOLD -featuring DABADA- 」ミュージック・ビデオに主演。
  - 2015年、織田哲郎が結成した「ROLL-B DINOSAUR」（ロール・ビー・ダイナソー）のメンバーとして参加[10]。
  - サポート活動：吉川晃司（2008年）・FAKE?（2015年 - ）

元メンバー
- KenKen（ベース）
  - 金子賢輔（現RIZE）
  - 結成時のメンバーであったが、諸事情により脱退。

## ディスコグラフィー

### 配信シングル
1. Born To Be Wild（2012年2月8日）
  1. Born To Be Wild（ステッペンウルフのカバー/コカ・コーラ ゼロCM曲）

### アルバム

#### 参加作品
1. GOOD BYE MY SCHOOL DAYS/DREAMS COME TRUE（2009年2月25日）
  - DREAMS COME TRUEのシングル。
  - 同曲カバーを当シングルのカップリングに収録。メインVoはSATOKO。
2. その先へ/DREAMS COME TRUE（2009年9月9日）
  - DREAMS COME TRUEとのコラボレーション・シングル。
  - 吉田美和とJUONのツインVo、中村正人とJOEのツインBass。フジテレビ系「救命病棟24時」（第4シリーズ）主題歌。第60回NHK紅白歌合戦ではサポート・ミュージシャンとして出演。

## ミュージック・ビデオ
| 監督             | 曲名                                                                         |
| UNLUCKY YOUNGMEN | 「blue」「the Earth」                                                        |
| 池田剛           | 「Reflection」                                                               |
| 石井タカハル     | 「SHINE ON」                                                                 |
| 北平誠治         | 「あ･あ･あいやいや･あ･あ！」                                                 |
| 清水康彦         | 「think twice」                                                              |
| スズキダイシン   | 「The way you decide」「What are u waiting for?」                            |
| 竹久正記         | 「SUNSET」                                                                   |
| 多田卓也         | 「latest」                                                                   |
| 直               | 「1℃ (イチド)」「鼓動」                                                      |
| 野田智雄         | 「i'LL get the freedom」「universe」                                         |
| マサオ           | 「インドア風チキン」                                                         |
| 山口保幸         | 「later」「little girl」                                                     |
| 不明             | 「"wise" from「10th Anniversary Party 〜ROCKS〜」」「SWEET RAIN SWEET HOME」 |

## タイアップ一覧
| 使用年        | 曲名                        | タイアップ                                                                                    |
| ------------- | --------------------------- | --------------------------------------------------------------------------------------------- |
| FUZZY CONTROL |                             |                                                                                               |
| 2004年        | later                       | テレビ朝日系『ぷらちなロンドンブーツHIGH↑』エンディングテーマ                                 |
| 2004年        | i'LL get the freedom        | フジテレビ系『ELVIS』エンディングテーマ                                                       |
| 2005年        | think twice                 | テレビ東京系アニメ『甲虫王者ムシキング～森の民の伝説～』エンディングテーマ（第27話 - 第39話） |
| 2006年        | 1℃                          | テレビ東京系『サイコラッ!』3月度エンディングテーマ                                            |
| 2006年        | 1℃                          | テレビ東京系『怒りオヤジ3』3月度エンディングテーマ                                            |
| 2009年        | あ・あ・あいやいや・あ・あ! | TBS系『チューボーですよ!』7月〜9月度エンディングテーマ                                        |
| 2009年        | あ・あ・あいやいや・あ・あ! | メ〜テレ『スポケン!』7月度エンディングテーマ                                                  |
| 2009年        | その先へ                    | フジテレビ系ドラマ『救命病棟24時（第4シリーズ）』主題歌                                       |
| 2012年        | Born To Be Wild             | 日本コカ・コーラ「コカ・コーラ ゼロ」CMソング                                                 |
| 2013年        | What are u waiting for?     | 九州朝日放送『ドォーモ』9月度エンディングテーマ                                               |
| 2013年        | "wise"                      | 毎日放送『MUSIC EDGE + Osaka Style』12月度エンディングテーマ                                  |
| 2014年        | The way you decide          | WOWOW『NBAバスケットボール13-14シーズン』イメージソング                                       |
| 2014年        | figure out                  | 横浜市文化観光局「あうたびに、あたらしい Find Your YOKOHAMA」プロモーションCMソング           |
| JUON          |                             |                                                                                               |
| 2017年        | "あいしてる"って言えなくて  | NIVEAブランド 2017年CMソング                                                                  |

## メディア出演

### ラジオ
- NACK5 「三ツ星 RADIO 20000v Ver.」

### 映画
- 陽はまた昇る（2002年） - 加賀谷猛 役（JUONのみ。クレジットでの表記は「樹音」）

### CM
- コカ・コーラ ゼロ（ザ コカ・コーラ カンパニー）
- 2014横浜PR CM（横浜市文化観光局）

### 雑誌
- smart（2009年6月号） - in the atticとFUZZY CONTROLのコラボ企画。